# Max Gustav Lange
Max Gustav Lange (* 10. September 1899 in Güstebiese; † 1963 in Berlin) war ein deutscher Pädagoge und Soziologe.

## Leben
Der als Bäckersohn in der Neumark geborene Lange hat ein Lehrerseminar (1. Prüfung 1920 in Pölitz) durchlaufen und studierte 1921 bis 1927 in Berlin (Geschichte, Pädagogik, Ökonomie, Soziologie, Philosophie). Politisch war er der USPD und SPD verbunden. Er hat vor 1933 u. a. in der Lebensgemeinschaftsschule Rütlischule in Berlin-Neukölln unter Adolf Jensen unterrichtet und gehörte in eine Reformergruppe mit Robert Alt und Paul Heimann. Nach 1933 war er weiter als Lehrer tätig. Er beantragte am 28. November 1939 die Aufnahme in die NSDAP und wurde zum 1. März 1940 aufgenommen (Mitgliedsnummer 7.547.475). 1940 bis 1943 leistete er Wehrdienst.
Nach 1945 wurde er Mitglied der KPD und war anfangs in der Schulverwaltung tätig. Er promovierte in Jena bei Peter Petersen mit einer Arbeit über den Junghegelianismus und die Anfänge des Marxismus und wurde Professor für Soziologie und Pädagogik in Halle (Saale) und Potsdam. Er war von 1946 bis 1950 Chefredakteur der in Ostberlin herausgegebenen Zeitschrift Pädagogik. Hier veröffentlichte er zahlreiche Texte, in denen er sich um eine soziologische Begründung der Pädagogik bemühte und eine marxistische Orientierung der Erziehungswissenschaft vertrat.
1950 floh er nach West‐Berlin und verfasste Analysen des DDR‐Herrschaftssystems. In West-Berlin wurde er Dozent am Otto-Suhr-Institut für Politik und darauf an der PH Berlin zum Professor ernannt. Sein Werk „Politische Soziologie“ griff 1961 einen neuen Ansatz aus den USA auf und wurde mehrfach aufgelegt.

## Schriften (Auswahl)
- Max Gustav Lange. Der Frühkapitalismus. — Berlin: Volk und Wissen, 1947 (Lehrhefte für den Oberstufenunterricht)
- Max Gustav Lange. Totalitäre Erziehung: Das Erziehungssystem der Sowjetzone Deutschlands. — Frankfurt am Main, 1954.
- Max Gustav Lange. Marxismus, Leninismus, Stalinismus. Zur Kritik des dialektischen Materialismus. — Stuttgart: Ernst Klett Verlag, 1957.
- Max Gustav Lange. Politische Soziologie. — Berlin: Vahlen, 1961 (5. Aufl. 1972)
- Max Gustav Lange. Zur Grundlegung der Erziehungswissenschaft: Texte zur soziologischen Begründung der Pädagogik 1946 – 1950, hrsg. von Wolfgang Eichler und Horst Sladek, Lang, Frankfurt am Main, Berlin u. a. 2007